# Waschhaus (Jouy-la-Fontaine)

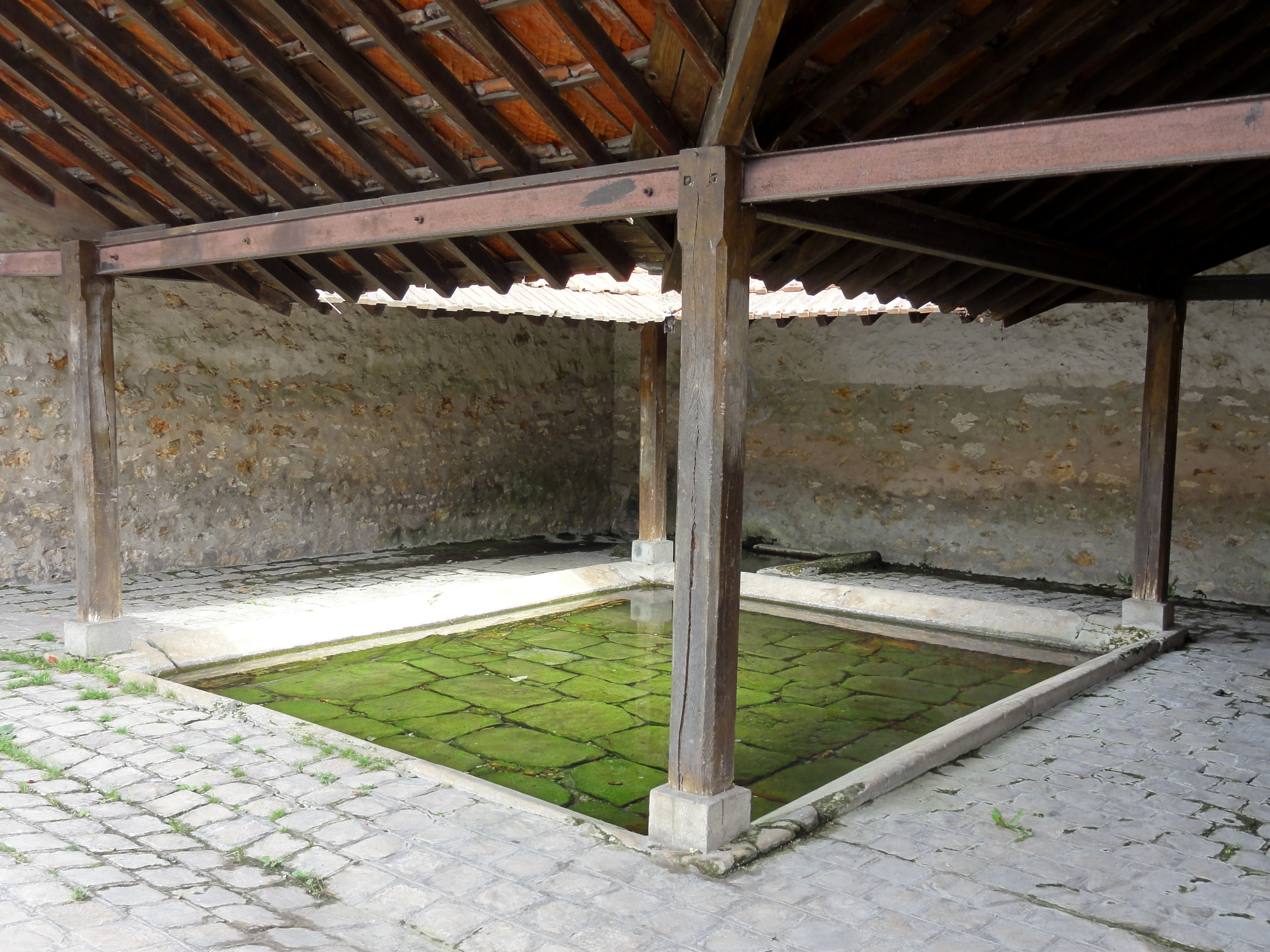
Waschhaus in Jouy-la-Fontaine

Das Waschhaus (französisch lavoir) in Jouy-la-Fontaine, einem Weiler der französischen Gemeinde Jouy-le-Moutier im Département Val-d’Oise in der Region Île-de-France, wurde in der ersten Hälfte des 19. Jahrhunderts errichtet. Das öffentliche Waschhaus mit einem Blechdach steht in der Rue des Blanchards.
Das Waschhaus in der Form eines Impluviums ist an drei Seiten geschlossen, sodass die Wäscherinnen bei jedem Wetter geschützt waren.